# POLRAD
POLRAD est le réseau polonais de radars météorologiques de télédétection des précipitations. Il comprend huit radars Doppler pulsés de la compagnie allemande Gematronik, utilisant une longueur d'onde de bande C (fréquence de 5,5 GHz). Le réseau est un mélange des types 360AC Meteor, 500c et 1500C de cette compagnie. Depuis 2009, les radars sont graduellement remplacés par le modèle 1600C Meteor à double polarisation ayant une capacité de mesure améliorée et la possibilité de déterminer directement le type d’hydrométéore. 
La portée de chacun des radars du réseau est de plusieurs centaines de kilomètres ce qui permet de compléter les données des stations météorologiques et fournit aux météorologues une vue d'ensemble du territoire polonais. De plus, leurs données seront introduites dans les modèles numériques de prévision numérique du temps et hydrologiques afin de mieux simuler l'état futur de l’atmosphère.

## Description
Les radars ont été achetés grâce à un prêt de la Banque mondiale. Ils ont été installés de 1995 à 2004 mais en 2009 a débuté la dernière étape de leur remplacement par des radars de nouvelle génération à double polarisation. Ils sont opérés par le centre de télédétection de l’Institut de météorologie et de gestion de l'eau de Pologne. Les images radar du réseau POLRAD ont une portée utile de 100 à 200 km et sont disponibles en différé d'une heure sur le site de la météorologie nationale.

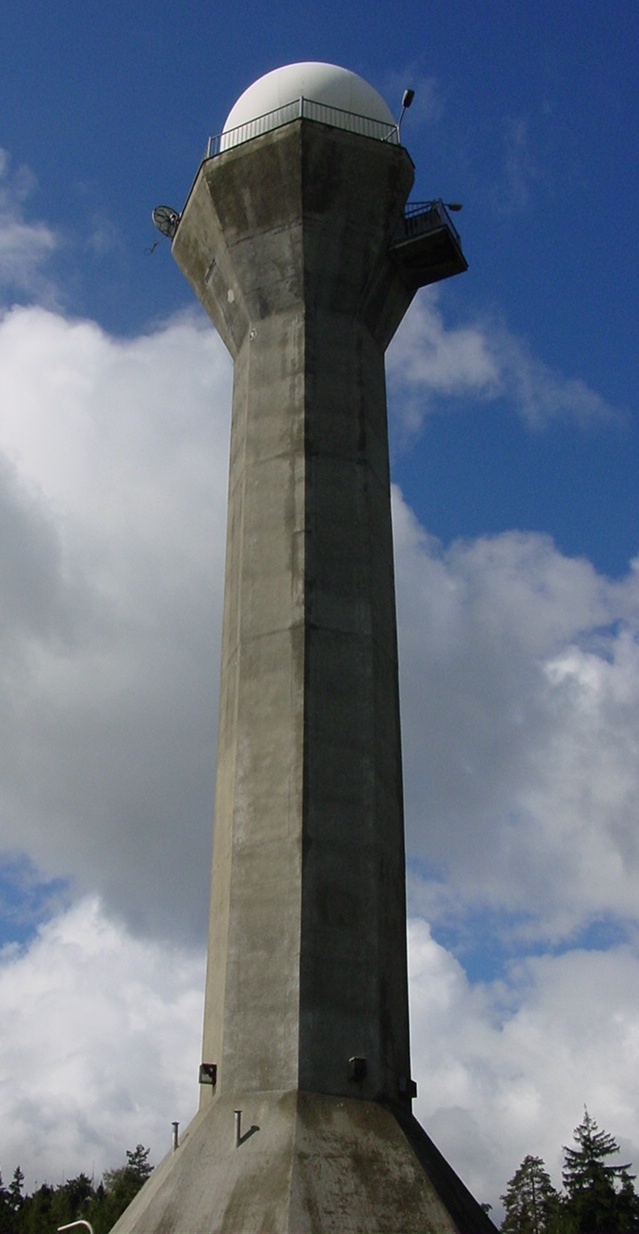
Radar météorologique de Ramzan (Katowice) ayant une tour d'environ 35 m

Le réseau POLRAD se compose de radars ayant les caractéristiques suivantes :
| Paramètre \ Type                            | Meteor 360AC    | Meteor 500C | Meteor 1500C | Meteor 1600C             |
| ------------------------------------------- | --------------- | ----------- | ------------ | ------------------------ |
| Diamètre de l'antenne (m)                   | 4,2             | 4,2         | 4,2          | 4,2                      |
| Précision de visée (°)                      | 0,1             | 0,1         | 0,1          | 0,1                      |
| Transmetteur                                | Magnétron       | Magnétron   | Klystron     | Klystron                 |
| Bruit (dB)                                  | 4               | 2           | 2            | 3                        |
| Gamme dynamique (dB)                        | 85              | 95          | 95           | 105                      |
| Processeur radar                            | RVP6            | Aspen DRX   | Aspen DRX    | Aspen GDRX               |
| Résolution angulaire (degrés)               | 1               | 1           | 1            | 1                        |
| Polarisation                                | Horizontale     | Horizontale | Horizontale  | Horizontale et verticale |
| Puissance émise (kW)                        | 250             | 250         | 250          | 250                      |
| Longueur d'impulsions (μs)                  | 0,85 / 2,0      | 0,83 / 2,0  | 0,85 / 2,0   | 0,67 / 0,83 / 1,67 / 3,3 |
| Fréquence (GHz)                             | De 5,45 à 5,825 | 5,42 à 5,82 | 5,60 à 5,65  | 5,60 à 5,65              |
| Fréquence de répétition des impulsions (Hz) | 250/1200        | 250/1200    | 250/1200     | 250/1300                 |
| Résolution des données (bits)               | 4               | 8           | 8            | .                        |

| Radar      | Lieu                 | Type                      | En opération depuis |
| ---------- | -------------------- | ------------------------- | ------------------- |
| Poznań     |                      | Meteor 500C               | 2003 -              |
| Świdwin    | près de Szczecin     | Meteor 500C               | 2003 -              |
| Legionowo  | près de Varsovie     | Meteor 1500C              | 2002 -              |
| Rzeszów    |                      | Meteor 1500C              | 2003 -              |
| Gdańsk     |                      | Meteor 1500C              | 2003                |
| Brzuchania | près de Cracovie     | Meteor 500C               | 2004 -              |
| Ramza      | près de Katowice     | Meteor Meteor 360AC 1600C | 1996-2010 2011 -    |
| Pastewnik  | près de Jelenia Gora | Meteor Meteor 360AC 1600C | 2000-2009 2009 -    |

## Traitement des données
Les données de chacun des radars sont envoyées par ligne terrestre vers un point central de réception et de traitement. Un traitement ultérieur permet de les introduire dans les modèles de prévision numériques du temps. Les images radar et les données filtrées sont ensuite envoyées vers les utilisateurs par satellite de communication ou lignes de télécommunication. Les données de POLRAD sont également échangées avec les pays voisins dans le cadre de différents réseaux de radars météorologiques : COST-75 (réseau européen), CERAD (réseau d’Europe centrale) et NORDRAD (le réseau scandinave). Elles se retrouvent également sur Internet.